# H. M. Walker
H.M. Walker (Harley M. Walker) est un scénariste américain né le 27 juin 1885 dans le comté de Logan, Ohio (États-Unis), mort le 23 juin 1937 à Chicago (Illinois).

## Filmographie partielle
- 1917 : Bashful
- 1918 : A Gasoline Wedding
- 1918 : Photographe malgré lui (Look Pleasant, Please)
- 1919 : On n'entre pas (Ask Father) d'Hal Roach
- 1919 : De la coupe aux lèvres (From Hand to Mouth) d'Hal Roach et Alfred J. Goulding
- 1919 : Don't Shove d'Alfred J. Goulding
- 1919 : Amour et Poésie (Bumping into Broadway) d'Hal Roach
- 1919 : Lui chez le grand couturier (Next Aisle Over)
- 1919 : Coco de Chicago (Billy Blazes, Esq.) d'Hal Roach
- 1920 : Pour le cœur de Jenny (An Eastern Westerner) d'Hal Roach
- 1920 : Le Manoir hanté (Haunted Spooks) d'Alfred J. Goulding et Hal Roach
- 1920 : Oh! La belle voiture ! (Get Out and Get Under) d'Hal Roach
- 1920 : Quel numéro demandez-vous ? (Number, Please?) d'Hal Roach et Fred C. Newmeyer
- 1921 : Pour l'amour de Mary (Now or Never) d'Hal Roach et Fred C. Newmeyer
- 1921 : Voyage au paradis (Never Weaken) de Fred C. Newmeyer et Sam Taylor
- 1921 : Marin malgré lui (A Sailor-Made Man) de Fred C. Newmeyer
- 1922 : Le Petit à Grand-maman (Grandma's Boy) de Fred C. Newmeyer
- 1922 : Doctor Jack (Dr. Jack) de Fred C. Newmeyer et Sam Taylor
- 1924 : Wide Open Spaces de George Jeske
- 1925 : Une soirée de folie (What Price Goofy?)
- 1926 : Deux maris, des soucis ! (Along Came Auntie) de Fred Guiol et Richard Wallace
- 1927 : Maison à louer (Duck Soup)
- 1927 : En plein méli-mélo (Slipping Wives)
- 1927 : Un ancien flirt (Love 'Em and Weep)
- 1927 : Il était un petit navire (Why Girls Love Sailors)
- 1927 : Les Gaietés de l’infanterie (With Love and Hisses)
- 1927 : Poursuite à Luna-Park (Sugar Daddies)
- 1927 : Les Forçats du pinceau (The Second 100 Years)
- 1927 : Le Chant du coucou (Call of the Cuckoo)
- 1927 : Les Deux Détectives (Do Detectives Think?)
- 1927 : Mon neveu l’Écossais (Putting Pants on Philip)
- 1927 : La Bataille du siècle (The Battle of the Century)
- 1928 : Playin' Hookey
- 1928 : Laurel et Hardy à l'âge de pierre (Flying Elephants)
- 1928 : Laurel et Hardy constructeurs (The Finishing Touch)
- 1928 : À la soupe (From Soup to Nuts)
- 1928 : Ton cor est à toi (You're Darn Tootin') de Edgar Kennedy
- 1928 : Un homme à boue (Should Married Men Go Home?)
- 1928 : V'là la flotte (Two Tars)
- 1928 : Le Valet casse tout (Early to Bed)
- 1928 : Habeas Corpus
- 1928 : On a gaffé (We Faw Down)
- 1929 : Vive la liberté (Liberty) de Leo McCarey
- 1929 : On n'a pas l'habitude (Unaccustomed as we are)
- 1929 : Small Talk
- 1929 : Laurel et Hardy en wagon-lit (Berth Marks)
- 1929 : Œil pour œil (Big Business)
- 1929 : Son Altesse Royale (Double Whoopee)
- 1929 : Laurel et Hardy en wagon-lit (Berth Marks)
- 1929 : La flotte est dans le lac (Men O'War)
- 1929 : Joyeux pique-nique (Perfect Day)
- 1929 : Hotter Than Hot
- 1929 : Boxing Gloves
- 1929 : Ils vont faire boum ! (They Go Boom!)
- 1929 : Une saisie mouvementée (Bacon Grabbers)
- 1929 : Derrière les barreaux (The Hoose-Gow)
- 1929 : Skirt Shy
- 1929 : Entre la chèvre et le chou (Angora Love)
- 1930 : La Vida nocturna
- 1930 : Noche de duendes
- 1930 : All Teed Up : Bit Role
- 1930 : Ladrones
- 1930 : El Jugador de golf
- 1930 : Le Joueur de golf
- 1930 : Una Cana al aire
- 1930 : Les Deux Cambrioleurs (Night Owls) de James Parrott
- 1930 : Quelle bringue ! (Blotto)
- 1930 : The Fighting Parson
- 1930 : Les Bons petits diables (Brats)
- 1930 : The Big Kick
- 1930 : All Teed Up
- 1930 : En dessous de zéro (Below Zero)
- 1930 : Tiembla y titubea
- 1930 : The Shrimp
- 1930 : Hog Wild
- 1930 : The King
- 1930 : Temps d'hiver (A Tough Winter)
- 1930 : Fast Work
- 1930 : Girl Shock
- 1930 : Locuras de amor
- 1930 : Pups Is Pups
- 1930 : La Maison de la peur (The Laurel-Hardy Murder Case)
- 1930 : Teacher's Pet (en)
- 1930 : Looser Than Loose
- 1930 : School's Out
- 1930 : Drôles de locataires (Another Fine Mess)
- 1931 : Helping Grandma
- 1931 : Drôles de bottes (Be Big!)
- 1931 : Love Business
- 1931 : Quand les poules rentrent au bercail (Chickens Come Home)
- 1931 : High Gear
- 1931 : El Alma de la fiesta
- 1931 : Little Daddy
- 1931 : Le Bon Filon (Laughing Gravy)
- 1931 : Monerías
- 1931 : Love Fever
- 1931 : Los Calaveras
- 1931 : Bargain Day
- 1931 : Justes Noces (Our Wife)
- 1931 : One of the Smiths
- 1931 : Fly My Kite
- 1931 : Sous les verrous (Pardon Us)
- 1931 : Catch as Catch Can
- 1931 : Big Ears (en)
- 1931 : Skip the Maloo!
- 1931 : Toute la vérité (Come Clean)
- 1931 : The Pajama Party
- 1931 : Shiver My Timbers (en)
- 1931 : Mama Loves Papa
- 1931 : Laurel et Hardy campeurs (One Good Turn)
- 1931 : Dogs Is Dogs (en)
- 1931 : Les Deux Légionnaires (Beau Hunks)
- 1931 : On the Loose
- 1932 : Aidons-nous ! (Helpmates)
- 1932 : Readin' and Writin'
- 1932 : Seal Skins
- 1932 : Love Pains
- 1932 : Free Eats (en)
- 1932 : The Knockout
- 1932 : Stan boxeur (Any Old Port!)
- 1932 : Choo-Choo! (en)
- 1932 : The Nickel Nurser
- 1932 : Red Noses
- 1932 : Spanky
- 1932 : You're Telling Me
- 1932 : Livreurs, sachez livrer! (The Music Box)
- 1932 : In Walked Charley
- 1932 : Too Many Women (en) de Samuel Neufeld
- 1932 : Prenez garde au lion (The Chimp)
- 1932 : The Pooch (en)
- 1932 : La Maison de tout repos (County Hospital)
- 1932 : What Price Taxi
- 1932 : Hook and Ladder (en)
- 1932 : Young Ironsides
- 1932 : Les Deux Vagabonds (Scram!)
- 1932 : Les Sans-soucis (Pack Up Your Troubles)
- 1932 : Alum and Eve
- 1932 : Free Wheeling
- 1933 : They Just Had to Get Married
- 1933 : Horseplay
- 1933 : Her First Mate
- 1933 : Les Ramoneurs (Dirty Work)
- 1933 : Son of a Sailor
- 1934 : La Parade du rire (The Old Fashioned Way)
- 1934 : Les Joyeux Compères (Them Thar Hills)
- 1934 : The Live Ghost
- 1935 : Les Caprices de Suzanne (The Affair of Susan)
- 1935 : Public Ghost No. 1